# Saivo (Jukkasjärvi socken, Lappland, 757556-171655)
Saivo är en sjö i Kiruna kommun i Lappland och ingår i Torneälvens huvudavrinningsområde. Sjön har en area på 0,0948 kvadratkilometer och ligger 577 meter över havet. Saivo ligger i Torneträsk-Soppero fjällurskog Natura 2000-område.

## Delavrinningsområde
Saivo ingår i det delavrinningsområde (757511-171606) som SMHI kallar för Utloppet av Rienakjärvi. Medelhöjden är 587 meter över havet och ytan är 10,27 kvadratkilometer. Det finns inga avrinningsområden uppströms utan avrinningsområdet är högsta punkten. Rienakkajoki som avvattnar avrinningsområdet har biflödesordning 3, vilket innebär att vattnet flödar genom totalt 3 vattendrag innan det når havet efter 411 kilometer. Avrinningsområdet består mestadels av skog (53 procent), sankmarker (15 procent) och kalfjäll (12 procent). Avrinningsområdet har 1,56 kvadratkilometer vattenytor vilket ger det en sjöprocent på 15,2 procent.